# 黃石正
黃石正（韓語：황석정，1971年2月2日—），韓國女演員，或譯黃錫晶。

## 演出作品

### 電視劇
- 2007年︰MBC《9局下半2出局》
- 2010年︰SBS《秘密花園》EP6 飾演 汗蒸房的老闆娘(客串)
- 2011年︰KBS《為了兒子》飾演 明華
- 2012年︰SBS《紳士的品格》飾演 金宇彬打工地方的老闆娘(客串)
- 2012年︰SBS《善良的男人》飾演 跟馬陸住在同一小區的大嬸(客串)
- 2013年︰KBS《秘密》飾演 珊卓黃
- 2014年︰KBS《真是好時節》飾演 崔在淑
- 2014年︰MBC《更夫日誌》飾演 桃夏母
- 2014年︰KBS《戀愛的發現》飾演 珍珠
- 2014年︰tvN《未生》飾演 金善珠
- 2015年：JTBC《善巖女高偵探團》飾演 李女主
- 2015年：JTBC《為純情著迷》飾演 病患家屬（客串）
- 2015年︰tvN《一起吃飯吧2》飾演 金美蘭
- 2015年：SBS《假面》飾演 末子
- 2015年：SBS《愛你的時間》飾演 航班客人（客串）
- 2015年：MBC《她很漂亮》飾演 金拉拉（主要角色）／農場餐廳大嬸（客串）
- 2015年：MBN《因為媽媽沒關係》飾演 宋敏珠
- 2016年︰tvN《奶酪陷阱》飾演 姜教授
- 2016年：MBC Every 1《網路漫畫英雄-Tundra Show 第2季》飾演 黃德貞
- 2016年：KBS《鄰家律師趙德浩》飾演 黃愛羅
- 2016年：MBC《W－兩個世界》（特別出演）
- 2016年：tvN《孤單又燦爛的神－鬼怪》飾演 算命仙 / 鬼魂
- 2017年：MBC《逆賊：偷百姓的盜賊》飾演 妓生
- 2017年：Naver tvcast《Ruby Ruby Love》飾演 丹琥珀
- 2017年：SBS《愛情的溫度》飾演 朴恩星
- 2017年：tvN《今生是第一次》飾演 黃作家
- 2018年：KBS《我們遇見的奇蹟》飾演 林道熙
- 2018年：SBS《致親愛的法官大人》飾演 李夏妍
- 2018年：SBS《Ms.Ma，復仇的女神》
- 2018年︰MBC《壞刑警》飾演 皇甫瓊
- 2019年：Channel A《平日下午3點的戀人》飾演 Clara Shim
- 2021年：KBS2《達利和馬鈴薯湯》飾演 洪子英
- 2022年：tvN《Ghost Doctor》飾演 金女士
- 2022年：KBS2《魔咒的戀人》飾演 尹伊英
- 2023年：Cinema Heaven《Finland Papa》飾演 瑪麗
- 2023年：tvN《九尾狐傳1938》飾演 （特別出演）
- 2023年：ENA《沙之花也有春天》飾演 任賢子[3]
- 2024年：KBS《幻像戀歌》飾演 忠塔[4]

### 電影
- 2001年：《貓咪少女（朝鲜语：고양이를 부탁해）》
- 2004年：《舞動真情》飾演 熙善
- 2004年：《浪漫鬼屋》
- 2006年：《錯過愛情》飾演 惠晶
- 2007年：《絕配羅曼史（朝鲜语：최강 로맨스）》
- 2008年：《男友從軍記（朝鲜语：기다리다미쳐）》
- 2008年：《純情漫畫（朝鲜语：순정만화）》飾演 河朱任
- 2010年：《黃海》
- 2012年：《馬屁精》
- 2012年：《上班族》
- 2013年：《死路》飾演 淵茂
- 2016年：《哭聲》飾演 雞販
- 2016年：《純情》飾演 凱德的媽媽
- 2017年：《殺人者的記憶法》飾演 趙妍珠
- 2019年：《你的名字叫薔薇》飾演 韓明淑

### 綜藝節目
- 2016年：SBS 《Scene Stealer-戲劇戰爭》（EP01-EP08）

### 動畫
2014年:《衛星女孩和乳牛》（配音）

## 奖项
- 2015年：MBC演技大奖迷你连续剧部门—最佳女配角
- 2015年：MBC演艺大奖真人秀部门—优秀奖

## 外部連結
- 黃石正在NAVER上的资料
- 黃石正在Daum上的资料